# Parc Samà
El Parc Samà és un jardí botànic privat que es troba al terme municipal de Cambrils , a tocar del de Montbrió del Camp, declarat Bé Cultural d'Interès Nacional, en la categoria de Jardí Històric. Es troba a 85 msnm i a 5 km de la costa mediterrània, amb una superfície de 13,52 ha.

## Història i descripció
El parc és envoltat per una tanca i format per un palau, el jardí d'entrada, el del mig i un bosc. Va ser promogut per Salvador Samà i Torrens (1861-1933), marquès de Marianao, hereu d'una família catalana establerta a Cuba que s'havia enriquit gràcies al tràfic d'esclaus, a l'indret d'una petita masia.
El palau, obra d'un arquitecte francès no identificat, està ubicat entre el jardí d'entrada i el del mig. És un gran edifici de 1.000 m² de planta, amb detalls ornamentals barrocs tardans, gairebé rococó, i està acabat amb teulats de fort pendent. La construcció té una forma sensiblement quadrada amb un pati interior a partir del qual s'organitza la distribució de les dependències. La façana principal dona a un gran vestíbul que comunica directament al pati interior, amb un estany. La façana posterior, més llarga, perllongada per dues ales simètriques que tenen una alçada superior. L'organització és clàssica; la planta baixa, les peces del servei i la planta noble són al primer pis, les habitacions al segon, hi ha golfes sota la teulada. La façana posterior incorpora un tram d'escalinata de marbre que comunica directament la planta noble amb els jardins. A l'interior l'edifici hi ha, a més, una valuosa col·lecció de pintura i una biblioteca de 4000 volums.
El 1939, l'arquitecte francès Desbrosses restaurà l'edifici, malmès durant els darrers moments de la Guerra Civil espanyola. Els mobles i d'altres objectes de valor, que havien estat traslladats al Museu de Reus, tornaren a llur emplaçament. Darrerament, el Parc Samà ha estat escenari de manifestacions socials.
La resta del conjunt (jardins, l'estany, els brolladors, la torre neogòtica, les gàbies, les cotxeres, estatges del servei i d'altres) és obra del mestre d'obres Josep Fontserè i Mestre, autor del Parc de la Ciutadella, que comptà possiblement amb l'ajut d'Antoni Gaudí, que aleshores era el seu deixeble (tots dos van treballar junts a la Gran Cascada del parc). Les obres duraren del 1881 al 1887. La plantació del parc va començar l'any 1881. Posteriorment, el Marquès de Marianao va fer construir-hi diversos habitacles i gàbies per a albergar els diferents animals portats d'arreu del món del seu zoo privat, situats al voltant del recinte botànic i del mateix estil que la resta del conjunt arquitectònic, és a dir, fets de pedra calcària i dissimulant-ne el morter de les juntes amb sulfat de ferro, a l'estil dels salts d'aigua vuitcentistes. És una mostra important de jardineria romàntica del segle xix que intenta reproduir l'exòtic i característic ambient de la Cuba colonial.
El jardí d'entrada està ubicat al sud, i va des de la porta principal fins al palau. Consta d'una avinguda principal fins al palau vorejada de plàtans i d'un jardí de tipus francès, és a dir, ordenant simètricament a banda i banda. Hi ha una sèrie d'elements incorporats a la declaració de BCIN: La gàbia dels lloros, les dependències de serveis, la font de petxines naturals i pou, el cràter, la pilastra rematada amb una gran gerra, la pista de tennis i l'era.
El jardí del mig va des de la façana nord del palau fins al bosc. És un jardí romàntic amb senderons laberíntics que envolten parterres de gespa i arbres i plantes exòtics. L'avinguda principal es parteix amb una altra de travessera, davant de la casa que uneix les dues portes laterals secundàries. D'aquesta travessia surten, a cada banda del palau, sengles avingudes més estretes i també vorejades de plàtans com la principal, que menen fins al bosc i al llac, el qual està envoltat per darrere amb una altra de travessera, més petita i sense plàtans. Hi ha una sèrie d'elements inclosos a la declaració de BCIN: els bancs de marbre, les cotxeres petites, les cotxeres i estables de cavalls, el gran tinglado, la gàbia dels micos, el tinglado de la cuina, la font amb brollador, el llac, el picador, el parc infantil i el canal.
El tancament del parc és una cleda continuada i recolza el costats del sud i ponent sobre carreteres comarcals, i té cinc punts de pas. L'accés principal dona a la carretera de Vinyols, al costat sud. L'entrada està emmarcaa amb dues pilastres rematades per detalls ornamentals i està tancada per una reixa de ferro forjat. La cleda del nord té una obertura directa al camp. Dins el tancament hi ha diversos elements incorporats a la declaració de BCIN: la Gruta i el mirador del bosc.
Tota la zona nord és ocupada per un bosc salvatge autòcton de pins, matolls i altres espècies florals de la nostra latitud. No hi ha edificis en aquesta zona. El bosc és solcat, de nord a sud, per un barranc que condueix les aigües naturals. El barranc travessa la cleda per la gruta artificial situada al nord-est de la tanca i és creuat per diversos ponts.

### Espècies vegetals
El passeig principal d'entrada davant la façana de la casa, està format per dues fileres de plàtans (Platanus Orientalis), de més de 20 m d'alçada. A banda i banda hi ha plantacions de mandariners ordenats geomètricament formant un quadrat. A la dreta del camí es poden veure un grup de roures (Quercus robur) de grandària important. Davant la casa i al voltant de la seva plaça, s'hi troben arbres centenaris, com un til·ler (Tilia cordata) i diversos castanyers d'índies (Aesculus hippocastanum), acollint una preciosa font, amb base de rocalla i pinacle amb sortidor, format per closques de  cargols de punxa i  cloïsses gegants. Per la superfície de l'aigua hi suren  nenúfars (Nymphaea Alba), al voltant de la font hi ha parterres amb palmeres força altes (Phoenix canariensis) envoltades de grups de  margallons (Chamaerops excelsa i Chamaerops humilis) i alguna Washingtonia filifera.
Al costat del banc-Baviera de marbre hi ha dos bons exemplars de Iuca brasileres i una raríssima espècie tropical de Wichichin-tum (originària del Brasil). A l'esquerra de la casa, hi ha un exòtic parterre, presidit per un gran gerro, esmaltat en rics colors, decorat amb motius de flora i fauna orientals. Aquesta original peça procedeix de Vichy (França), de l'any 1881.
A l'extrem sud-est del parc, s'hi albira la Torre del Mirador, sostinguda sobre una muntanya de rocalla que alhora forma una gran cova voltada. Completen aquest conjunt dos parterres amb palmeres (Phoenix canariensis) i l'antiga caseta dels lloros, coberta d'heura i acompanyada d'uns preciosos eucaliptus. Al costat de la torre, i a l'extrem oposat de la muralla, hi ha dos lledoners (Celtis australis) centenaris, d'uns 20m.
A la dreta de la casa sobresurt un exemplar de Phoenix dactylifera d'uns 25m. També destaquen un parell de Washingtonia robusta i un Phoenix roebelenii. La superfície dels parterres sobresurt del nivell dels camins uns 60cm. i estan recoberts d'heura, que grimpa pels troncs dels arbres i palmeres fins a una alçada de 2 metres.
A la façana posterior de la casa, que dona a una placeta presidida per una font-sortidor de ferro colat d'origen francès. El camí central és vorejat de palmeres de diverses classes. En un parterre a l'esquerra d'aquest, hi ha una exòtica varietat d'arbre filipí (Brochichintom), de tronc ramificat i llis. També sobresurt un gran xiprer (Cupressus sempervirens), de més de 30m d'alçada.
Al final del camí hi ha un grup de cedres (Cedrus deodara) d'exemplars altíssims. Abans d'arribar al llac, sobresurten quatre pins singulars: dos Pinus halepensis, i dos Pinus pinea de 20 m.

## Galeria

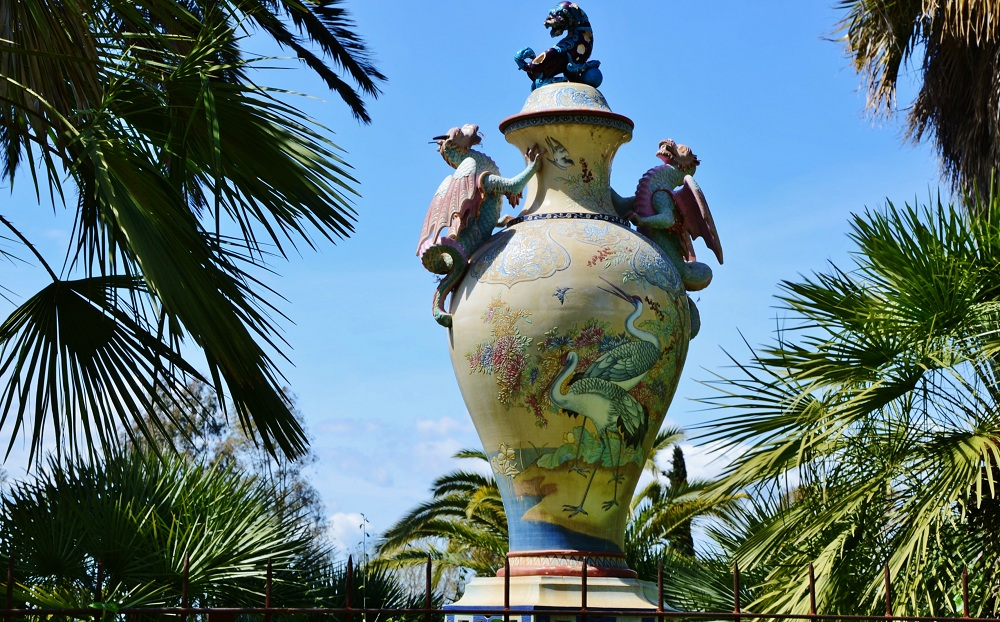
Gerro xinès al costat de la casa del parc
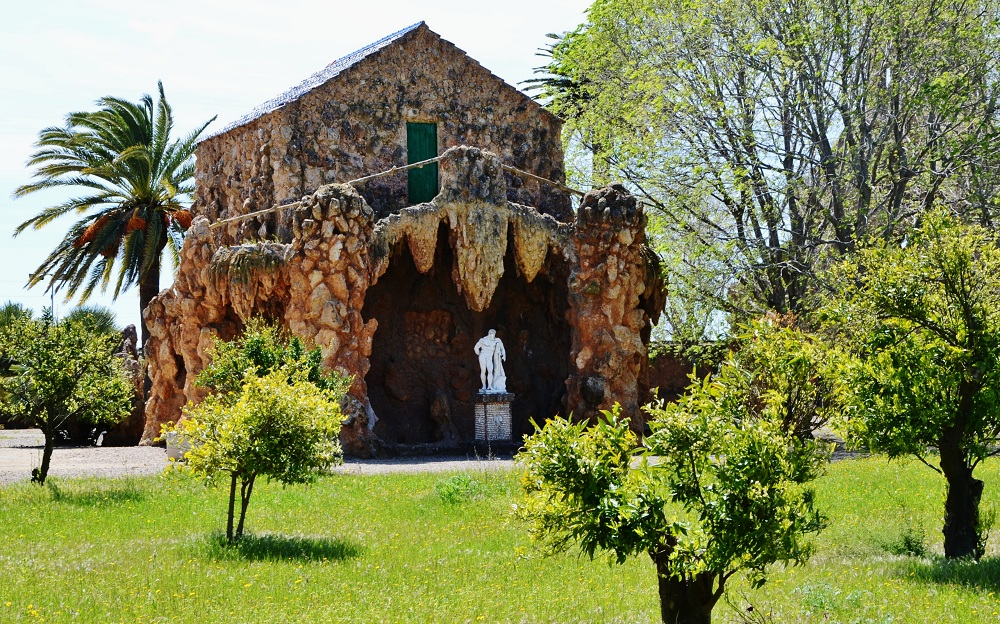
El Pavelló dels lloros
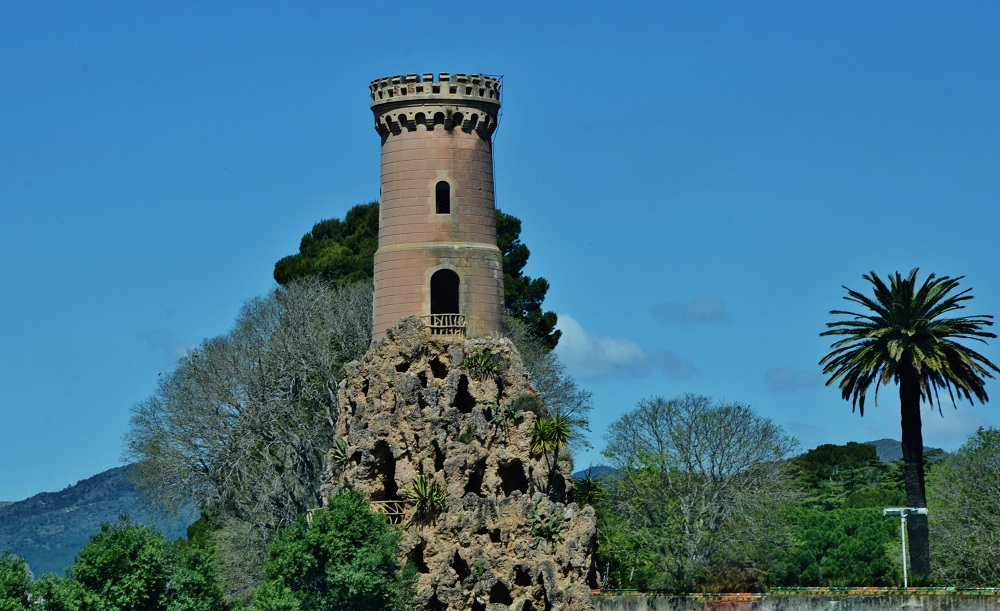
Mirador
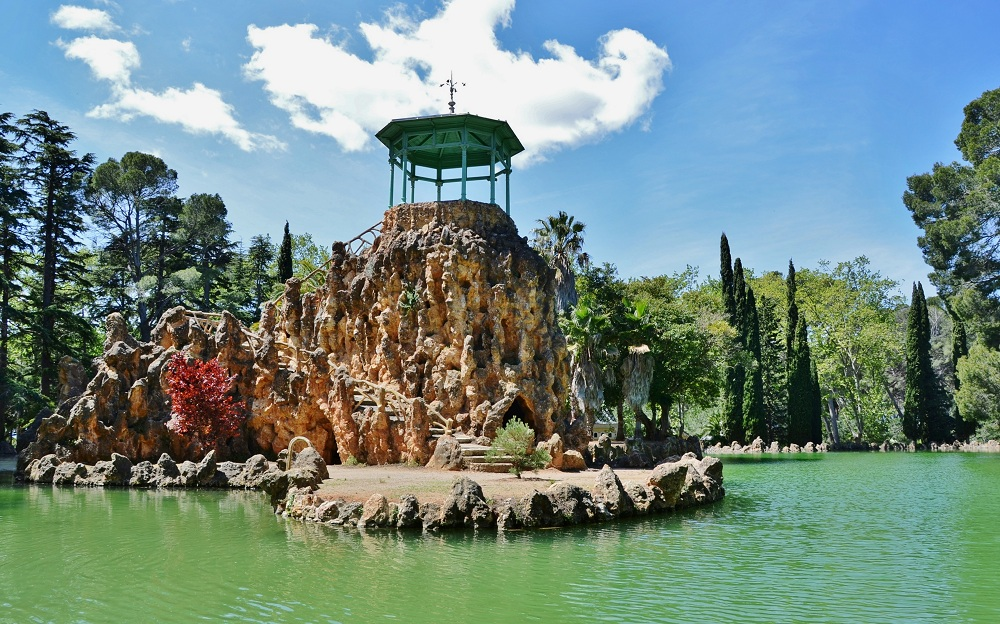
Estany